# Jaune solide
« E105 » redirige ici. Pour les autres significations, voir E105 (homonymie).
Le Jaune solide ou E105 est un colorant azoïque. Son usage comme colorant alimentaire est interdit en Europe et aux États-Unis.

## Impact sur la santé
Cette substance est hautement allergisante, avec une sensibilité croisée avec l’aspirine.